# Catalogo stellare
Un catalogo stellare è un catalogo astronomico che elenca le stelle. In astronomia, molte stelle sono nominate semplicemente con un numero di catalogo. Esistono moltissimi cataloghi stellari che sono stati prodotti per i più disparati propositi negli anni e questo articolo descrive solo parte dei più usati.
Molti dei cataloghi recenti sono disponibili in formato elettronico e possono essere scaricati gratuitamente dal sito della NASA e altri siti specifici.

## Storia

### Mesopotamia antica

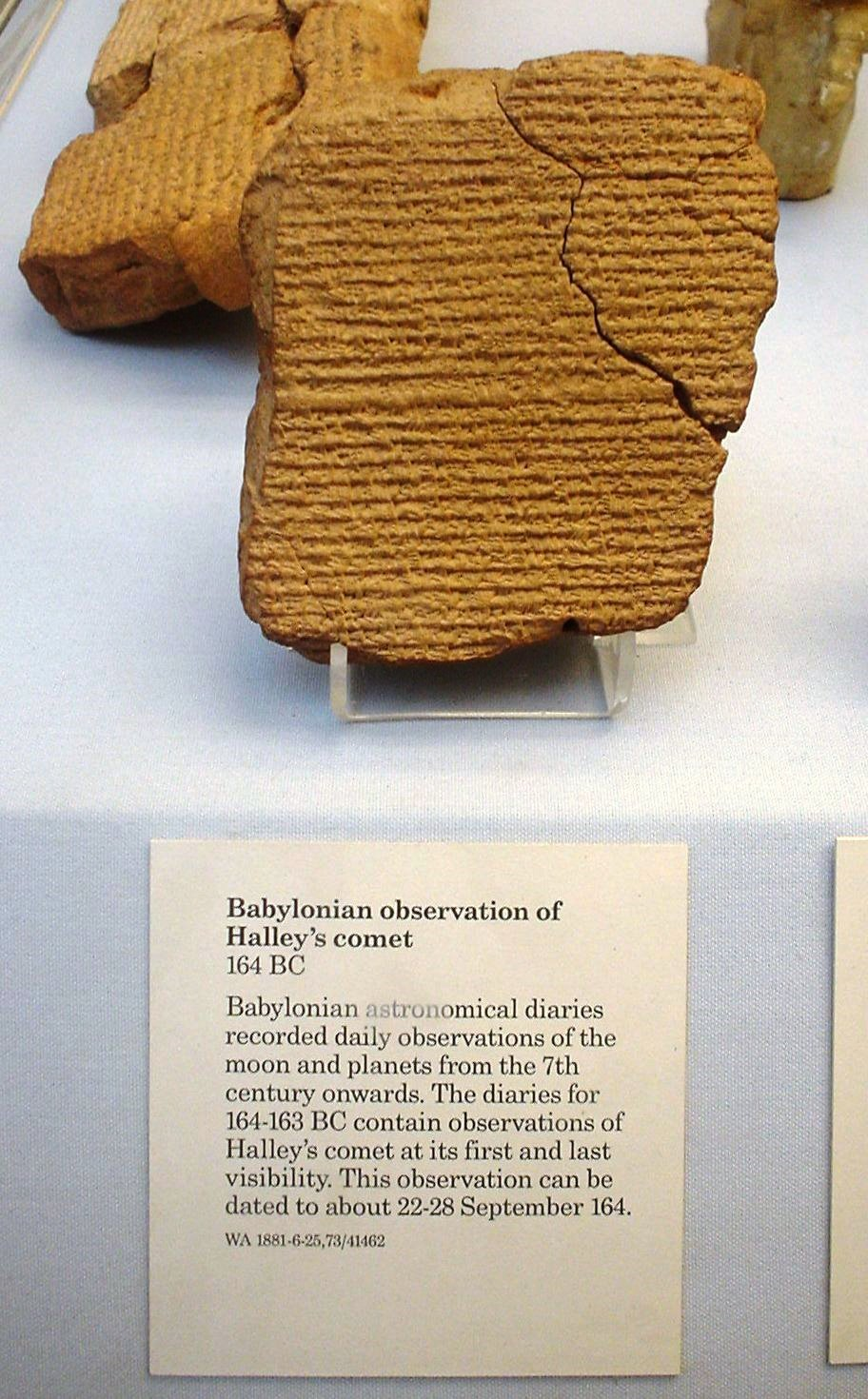
Tavoletta astronomica babilonese

I più antichi cataloghi stellari conosciuti sono i cosiddetti diari astronomici babilonesi, che furono redatti dagli astronomi babilonesi alla fine del II millennio a.C., durante il periodo cassita.
Questi testi, anche chiamati con il loro nome di epoca neo-assira "Tre stelle ognuno", erano scritti su tavolette d'argilla ed elencavano trentasei stelle: dodici per il dio Anu lungo l'equatore celeste, dodici per il dio Ea nell'emisfero celeste australe, e dodici per il dio Enlil nell'emisfero boreale.
Gli elenchi di stelle contenuti nel trattato astronomico MUL.APIN, risalente a poco prima dell'Impero neobabilonese (626–539 a.C.), sono i diretti discendenti dei "Tre stelle ognuno".
Il MUL.APIN elenca 66 stelle/costellazioni (non è sempre chiaro quale significato debba essere inteso) assegnate alle principali divinità del pantheon mesopotamico e ripartite in tre "sentieri":
- Il sentiero di Enlil, composto dalle 33 stelle/costellazioni più settentrionali
- Il sentiero di Anu, composto da 23 stelle/costellazioni
- Il sentiero di Ea, composto dalle 15 stelle/costellazioni più meridionali.

### Cina antica
Al IV secolo a.C. risalgono i cataloghi attribuiti agli astronomi cinesi Gan De (quello intitolato 天文星占, Tiānwén xīngzhān, "Osservazione astronomica delle stelle") e Shi Shen (il trattato 石申天文, Shí Shēn tiānwén, l'"Astronomia di Shi Shen"). Su entrambe le figure abbiamo scarse informazioni: presumibilmente sono vissute all'epoca dei Regni combattenti (403–221 a.C.).
Fu solo durante la dinastia Han (202 a.C. – 220 d.C.) che gli astronomi cinesi cominciarono a catalogare i nomi di tutte le stelle visibili a occhio nudo, e non solo di quelle intorno all'eclittica. Un catalogo stellare è contenuto anche in un capitolo del Shiji, il monumentale libro di storia della fine del II secolo a.C. scritto da Sima Qian (145–86 BC). Il catalogo di Sima, intitolato Libro degli uffici celesti (天官書, Tiānguān shū), elenca circa novanta costellazioni, nonché le relative stelle chiamate con nomi di templi, idee filosofiche, agricoltori e soldati. Per la sua Costituzione spirituale dell'Universo (靈憲, Ling Xian) del 120 d.C. l'astronomo Zhang Heng (78–139 d.C.) compilò un catalogo stellare che elencava 124 costellazioni
I nomi delle costellazioni cinesi furono successivamente adottati dai Coreani e dai giapponesi.

### Antichità classica
Eudosso di Cnido redasse un elenco completo delle costellazioni classiche intorno al 370 a.C. Il suo catalogo delle stelle, intitolato Phaenomena fu riscritto da Arato di Soli fra il 275 e il 250 a.C. come poema divulgativo e divenne uno dei testi astronomici più diffusi dell'Antichità. Esso contiene le indicazioni delle posizioni delle stelle e le forme delle costellazioni, fornisce inoltre informazioni sui tempi in cui sorgono e tramontano.
All'incirca nel III secolo a.C. gli astronomi alessandrini Timocaride e Aristillo redassero un altro catalogo stellare. 
Oltre 150 anni dopo, nel 129 a.C., Ipparco (c. 190 – c. 120 a.C.) confrontò il suo catalogo con quello stilato da Timocaride e scoprì che la longitudine delle stelle era cambiata nel tempo: da ciò formulò la prima stima della precessione degli equinozi. 
Nel suo catalogo stellare, oggi perduto, Ipparco inserì circa 850 stelle, registrando per ognuna la posizione attraverso un sistema di coordinate sulla sfera celeste (climata), anziché facendo riferimento alla posizione di altre stelle, con la precisione permessa dall'assenza di orologi, di telescopio o di altri strumenti moderni. Ipparco non trascurò di indicare la luminosità degli astri, che utilizzò quale parametro per una classificazione che assegnava ciascuna stella in sei gruppi: la cosiddetta magnitudine stellare. Al primo gruppo appartenevano le stelle di prima grandezza, al secondo gruppo quelle un po' più deboli, e via via fino al sesto gruppo, al quale appartenevano le stelle più deboli visibili in una notte serena senza Luna da un uomo dalla vista perfetta.
Questo più che bi-millenario sistema di misurazione della luminosità (magnitudine) degli astri, leggermente modificato nel corso dell'Ottocento, è utilizzato ancora oggi.
Nel II secolo Tolomeo pubblicò, come parte del suo Almagesto, un catalogo stellare che contava 1022 stelle visibili da Alessandria d'Egitto, e fu per più di otto secoli il catalogo di riferimento per gli astronomi del mondo occidentale ed arabo. Il catalogo di Tolomeo si basava quasi interamente su quello di Ipparco del II secolo prima di Cristo.
Benché i Veda già indicassero di dividere l'eclittica in ventotto nakșatra, tuttavia le forme delle costellazioni indiane furono ricalcate su quelle greche in un'epoca successiva alla campagna indiana di Alessandro Magno del IV secolo a.C..

### Mondo islamico
Gli astronomi musulmani del Medioevo compilarono molti cataloghi di stelle, spesso contenuti nei trattati detti Zij, ovvero tavole astronomiche. Fra di essi il Zij al-Sindhind, le Tavole toledane, le Tavole alfonsine, lo Zij-i Ilkhani.
La base dei nuovi cataloghi rimaneva l'Almagesto di Tolomeo. Alfragano riassunse e corresse il testo alessandrino nei suoi Elementi di astronomia sui moti celesti dell'833.
Al-Sufi aggiornò ulteriormente l'Almagesto nel 964, nel suo Libro delle stelle fisse (Ṣuwar al-kawākib al-thābita), in accordo con gli studi astronomici sviluppati dopo Claudio Tolomeo. Questo catalogo indica la posizione delle stelle, la loro magnitudine apparente, luminosità e colore; inoltre comprende i disegni di tutte le costellazioni. Il libro delle stesse fisse contiene in particolare la prima descrizione della galassia di Andromeda e della nebulosa di Magellano.
Le posizioni delle stelle furono infine rideterminate da Uluğ Bek nel Zij-i Sultani del 1437. I gravi errori trovati da Uluğ Bek nei precedenti cataloghi stellari e tavole astronomiche, molti dei quali erano semplicemente aggiornamenti dell'Almagesto  di Tolomeo contenenti le correzioni alle coordinate celesti rese necessarie a causa della precessione degli equinozi, lo indussero a rideterminare le posizioni di 992 stelle, a cui aggiunse altre 27 stelle prese dal Libro delle stelle fisse di ʿAbd al-Raḥmān al-Ṣūfī, situate a declinazioni troppo meridionali per poter essere osservate da Samarcanda.
In conseguenza di questa intensa attività molte stelle vengono ancora chiamate con il loro nome arabo.

### America precolombiana
Il "Dizionario Motul", scritto nel XVI secolo da un autore anonimo (benché attribuito al religioso Fray Antonio de Ciudad Real) contiene un elenco di stelle osservata dai Maya. Il Codice di Parigi contiene anch'esso simboli per le diverse costellazioni, costituiti da esseri mitologici.

### Età moderna
L'Almagesto non fu completamente superato fino alla pubblicazione del catalogo di un migliaio di stelle da parte di Tycho Brahe nel 1598.
Le Tavole rudolfine (in latino: Tabulae Rudolphinae) sono l'insieme costituito da un catalogo astronomico e da diverse tavole planetarie pubblicato a Praga, da Giovanni Keplero nel 1627. Sono chiamate così in onore dell'Imperatore Rodolfo II; esse contengono le posizioni di 1 006 stelle misurate da Tycho Brahe, e di oltre 400 stelle da Tolomeo e Johann Bayer.

### Catalogo di Bayer
Due sistemi introdotti in cataloghi storici vengono ancora usati al giorno d'oggi. Il primo sistema è dovuto a Johann Bayer che con la sua Uranometria per le stelle luminose fu il primo a coprire l'intera sfera celeste; queste stelle sono catalogate con una lettera greca seguita dal genitivo della costellazione in cui esse giacciono; ad esempio Alpha Centauri (Toliman) o Gamma Cygni (Sadr). La lettera Alpha viene utilizzata per la stella più luminosa della costellazione (salvo errori), e via via seguono le altre.
Il problema principale del sistema di Bayer era la limitazione del numero delle lettere nell'alfabeto greco (24). Soprattutto nel caso di costellazioni che coprivano un largo campo celeste (ad es. Nave Argo) era facile infatti avere più stelle da catalogare che lettere a disposizione. Bayer estese allora il numero massimo a 67 considerando anche le lettere romane minuscole (dalla "a" alla "z") e maiuscole (dalla "A" alla "Z").
Alcune di queste designazioni sono ancora esistenti. Vale la pena menzionare tuttavia che il sistema servì come punto di partenza per la catalogazione delle stelle variabili, che inizia con la lettera "R" fino alla "Z". Successivamente, viene eseguito un "raddoppio" delle consonanti, per cui alla variabile "Z" seguono le variabili "RR", "RS, "RT"..."RZ"; il ciclo successivo riprende con "SS" (e non con "SR") e via fino a "SZ", quindi "TT"-"TZ", "UU"-"UZ"...fino a "ZZ". Successivamente, si arriva a "AA"-"AZ" e via, seguendo lo stesso schema. Dopo l'esaurirsi di queste lettere doppie ("QZ"), si usa indicare le stelle variabili con la stringa "V" seguita da un numero (V390, V545, V1207, etc).

### Catalogo di Flamsteed
Il secondo sistema è invece dovuto a John Flamsteed (Historia coelestis Britannica, pubblicata nel 1712 da Edmond Halley senza la sua approvazione). Egli mantenne la regola del genitivo della costellazione per la parte finale dei nomi del suo catalogo ma decise di usare i numeri invece delle lettere greche. Ad es. 61 Cygni e 47 Ursae Majoris. A differenza del catalogo di Bayer, i numeri di Flamsteed partono dalla stella più occidentale, e crescono man mano che aumentano i valori di Ascensione retta; inoltre, le stelle poste a sud della declinazione media -30 non riportano il numero di Flamsteed.
Con l'aumentare del numero di stelle osservate questi due sistemi non sono stati quasi più utilizzati. Oggi si preferisce utilizzare il nome del catalogo seguito dal numero della stella in quel particolare catalogo.

## Tipi di cataloghi stellari

### Cataloghi di posizione
I cataloghi di posizione contengono solitamente le posizioni di stelle standard, di lune e pianeti, il giorno giuliano, il tempo siderale e altre caratteristiche. Essi sono la base degli almanacchi, una volta utilizzati solo per la navigazione, ora anche per scopi astrofisici.
Tra i cataloghi di posizione sono da ricordare:
- Il catalogo dell'Argelander (BD oppure DM), o Bonner Durchmusterung, edito a Bonn nel 1863: esso è un catalogo per puntamenti in cui vengono indicate le posizioni al 1850 e le correzioni da apportare. Contiene più di 300.000 tra le stelle più brillanti di magnitudine 9.5 da -1° a 89°. Cataloga le stelle dell'emisfero boreale ed è stato perciò integrato per l'emisfero australe dalla Südliche Durchmusterung del 1886 (abbreviata SD) per le declinazioni da -1° a -23°, e successivamente dalla Cordoba Durchmusterung del 1886 realizzata dall'Osservatorio di Cordoba in Argentina nel 1892 e dalla Cape Photographic Durchmusterung (abbreviata CPD o CP) del 1896, opera dell'Osservatorio Reale del Capo di Buona Speranza.
- Il Catalogo HR, pubblicato nel 1908 da Edward Charles Pickering, contiene 9110 stelle di magnitudine inferiore a 6,5.
- Il catalogo BS (Catalogue of Bright Stars), edito a Yale nel 1982, importante per le stelle di riferimento, ma che arriva fino alla magnitudine 6,5.
- I cataloghi fondamentali, che danno posizioni accuratissime di un numero limitato di stelle.

### Cataloghi di tipo spettrale
Uno dei più famosi cataloghi basati sul tipo spettrale è l'Henry Draper Catalogue o catalogo HD (Harvard, così chiamato in onore di Henry Draper), fu pubblicato fra il 1918 e il 1924 ed elenca oltre 225.000 stelle; la sigla è HD seguita da un numero. Esso riporta le posizioni al 1900. Solitamente si riportano nelle pubblicazioni almeno due indicazioni, una di posizione e una, se presente, proprio dal catalogo HD.
Oltre a questo vi sono ovviamente altri cataloghi di questa tipologia utilizzati, tra cui il General Catalogue (GC), che riporta le posizioni al 1950, il catalogo Gliese, che si occupa solo delle stelle entro i 25 parsec dalla Terra e il General Catalogue of Variable Stars.

### Cataloghi per le osservazioni tramite satelliti artificiali
L'utilizzo di satelliti artificiali ha permesso di ottenere delle misurazioni più precise delle posizioni dei corpi celesti, permettendo così la realizzazione di nuovi cataloghi.
Uno dei più recenti cataloghi di questo tipo è quello basato sulle misure del satellite Catalogo Hipparcos, ovvero il catalogo di Tycho-1, pubblicato nel 1997.